# Lejeuneoideae
Lejeuneoideae, potporodica jetrenjarki (Marchantiophyta), dio porodice Lejeuneaceae. Sastoji se od  1 759 vrsta unutar 47 rodova, a ime je dobila po rodu Lejeunea.

## Rodovi
1. Acanthocoleus R.M. Schust.
2. Anoplolejeunea (Spruce) Schiffn.
3. Aphanotropis Herzog
4. Blepharolejeunea S.W. Arnell
5. Brachiolejeunea (Spruce) Schiffn.
6. Bromeliophila R.M. Schust.
7. Calatholejeunea K.I. Goebel
8. Capillolejeunea S.W. Arnell
9. Ceratolejeunea (Spruce) J.B. Jack & Steph.
10. Cheilolejeunea (Spruce) Steph.
11. Cololejeunea (Spruce) Steph.
12. Colura (Dumort.) Dumort.
13. Cyclolejeunea A. Evans
14. Dactylophorella R.M. Schust.
15. Dicranolejeunea (Spruce) Schiffn.
16. Diplasiolejeunea (Spruce) Schiffn.
17. Drepanolejeunea (Spruce) Steph.
18. Echinolejeunea R.M. Schust.
19. Haplolejeunea Grolle
20. Harpalejeunea (Spruce) Schiffn.
21. Hattoriolejeunea Mizut.
22. Kymatolejeunea Grolle
23. Leiolejeunea A. Evans
24. Lejeunea Lib.
25. Lepidolejeunea R.M. Schust.
26. Leptolejeunea (Spruce) Steph.
27. Lindigianthus Kruijt & Gradst.
28. Luteolejeunea Piippo
29. Macrocolura R.M. Schust.
30. Metalejeunea Grolle
31. Microlejeunea (Spruce) Steph.
32. Myriocoleopsis Schiffn.
33. Nephelolejeunea Grolle
34. Neurolejeunea (Spruce) Schiffn.
35. Odontolejeunea (Spruce) Schiffn.
36. Otigoniolejeunea (Spruce) Schiffn.
37. Otolejeunea Grolle & Tixier
38. Pictolejeunea Grolle
39. Prionolejeunea (Spruce) Schiffn.
40. Pycnolejeunea (Spruce) Schiffn.
41. Rectolejeunea A. Evans
42. Schusterolejeunea Grolle
43. Siphonolejeunea Herzog
44. Stictolejeunea (Spruce) Schiffn.
45. Taxilejeunea (Spruce) Steph.
46. Tuyamaella S. Hatt.
47. Vitalianthus R.M. Schust. & Giancotti